# سیارک ۸۱۷۹۰
سیارک ۸۱۷۹۰ (به انگلیسی: 81790 Lewislove، نامگذاری:2000JL84) هشتاد و یک هزار و هفتصد و نودمین سیارک کشف شده‌است که در ۲ مه ۲۰۰۰ کشف شد.